# IHeartRadio
iHeartRadio é um rádio digital de propriedade da iHeartMedia. Fundado em abril de 2008 como um site chamado www.iheartmusic.com, o iHeartRadio passou a funcionar como um sistema de recomendação musical e como estação de rádio. Ele reúne conteúdo de áudio de mais de 800 estações locais que a iHeartMedia possui nos Estados Unidos e também de outras emissoras e mídias. O iHeartRadio está disponível online, através de dispositivos móveis e alguns consoles de videogame.